# Associazione Calcio Perugia 1984-1985
Questa voce raccoglie le informazioni riguardanti l'Associazione Calcio Perugia nelle competizioni ufficiali della stagione 1984-1985.

## Stagione
Il Perugia partì con un'immediata eliminazione dalla Coppa Italia, in cui la squadra non riuscì a segnare nessuna rete, guadagnando un solo punto mediante un pari a reti inviolate con il Napoli. Durante l'arco del campionato ottenne una serie di trenta risultati utili consecutivi che lo lanciarono verso il secondo posto.
Dopo la sconfitta della trentunesima giornata contro il Pisa primo in classifica il Perugia accusò una frenata ottenendo una serie di pareggi che lo aiutarono solo in parte nella corsa alla promozione: la vittoria nell'ultima gara, contro un Varese in lotta per non retrocedere, si rivelerà inutile e il Perugia concluderà il torneo al quarto posto, con una sola sconfitta subìta nell'arco della stagione – un record tuttora ineguagliato –, mancando per un punto il ritorno in Serie A.

## Divise e sponsor
Viene confermato lo sponsor tecnico NR, ma viene introdotta una nuova sponsorizzazione ufficiale, Euromobil.
| Casa | Trasferta |

## Rosa

Walter Novellino, già protagonista nella squadra "dei miracoli" degli anni 1970, torna a Perugia a fine carriera.

| N. |                   | Ruolo | Calciatore            |
| -- | ----------------- | ----- | --------------------- |
|    | Italia (bandiera) | P     | Andrea Pazzagli       |
|    | Italia (bandiera) | P     | Mauro Rosin           |
|    | Italia (bandiera) | P     | Paolo Fabbri          |
|    | Italia (bandiera) | D     | Michele Nappi         |
|    | Italia (bandiera) | D     | Corrado Benedetti     |
|    | Italia (bandiera) | D     | Luca Brunetti         |
|    | Italia (bandiera) | D     | Lucio Caccialupi      |
|    | Italia (bandiera) | D     | Luigi Gozzoli         |
|    | Italia (bandiera) | D     | Felice Secondini      |
|    | Italia (bandiera) | D     | Fulvio Rondini        |
|    | Italia (bandiera) | D     | Fabrizio Nofri Onofri |
|    | Italia (bandiera) | C     | Pasquale Logarzo      |
|    | Italia (bandiera) | C     | Walter Allievi        |
|    | Italia (bandiera) | C     | Mauro Amenta          |

| N. |                   | Ruolo | Calciatore          |
| -- | ----------------- | ----- | ------------------- |
|    | Italia (bandiera) | C     | Valerio Gazzani     |
|    | Italia (bandiera) | C     | Massimo De Stefanis |
|    | Italia (bandiera) | A     | Stefano Brondi      |
|    | Italia (bandiera) | A     | Mauro Gibellini     |
|    | Italia (bandiera) | A     | Vito Graziani       |
|    | Italia (bandiera) | A     | Sauro Massi         |
|    | Italia (bandiera) | A     | Moreno Morbiducci   |
|    | Italia (bandiera) | A     | Walter Novellino    |
|    | Italia (bandiera) | A     | Nicola Zanone       |
|    | Italia (bandiera) | C     | Roberto Palermi     |
|    | Italia (bandiera) | D     | Michele Pasquini    |
|    | Italia (bandiera) | A     | Paolo Peraio        |
|    | Italia (bandiera) | C     | Luigi Pomponi       |

## Risultati

### Serie B

#### Girone di andata
| 16 settembre 1984 1ª giornata | Perugia | 2 – 2 | Catania |  |

| 23 settembre 1984 2ª giornata | Parma | 0 – 0 | Perugia |  |

| 30 settembre 1984 3ª giornata | Perugia | 2 – 0 | Pescara |  |

| 7 ottobre 1984 4ª giornata | Campobasso | 1 – 1 | Perugia |  |

| 14 ottobre 1984 5ª giornata | Perugia | 1 – 1 | Genoa |  |

| 21 ottobre 1984 6ª giornata | Monza | 0 – 0 | Perugia |  |

| 28 ottobre 1984 7ª giornata | Perugia | 0 – 0 | Bologna |  |

| 4 novembre 1984 8ª giornata | Arezzo | 0 – 0 | Perugia |  |

| 11 novembre 1984 9ª giornata | Taranto | 0 – 1 | Perugia |  |

| 18 novembre 1984 10ª giornata | Perugia | 0 – 0 | Cesena |  |

| 25 novembre 1984 11ª giornata | Sambenedettese | 1 – 1 | Perugia |  |

| 2 dicembre 1984 12ª giornata | Perugia | 1 – 1 | Pisa |  |

| 9 dicembre 1984 13ª giornata | Perugia | 1 – 1 | Bari |  |

| 16 dicembre 1984 14ª giornata | Triestina | 0 – 0 | Perugia |  |

| 23 dicembre 1984 15ª giornata | Lecce | 1 – 1 | Perugia |  |

| 6 gennaio 1985 16ª giornata | Perugia | 0 – 0 | Empoli |  |

| 13 gennaio 1985 17ª giornata | Cagliari | 0 – 0 | Perugia |  |

| 20 gennaio 1985 18ª giornata | Perugia | 2 – 0 | Padova |  |

| 27 gennaio 1985 19ª giornata | Varese | 1 – 3 | Perugia |  |

#### Girone di ritorno
| 3 febbraio 1985 20ª giornata | Catania | 0 – 0 | Perugia |  |

| 17 febbraio 1985 21ª giornata | Perugia | 2 – 1 | Parma |  |

| 24 febbraio 1985 22ª giornata | Pescara | 0 – 0 | Perugia |  |

| 3 marzo 1985 23ª giornata | Perugia | 2 – 1 | Campobasso |  |

| 10 marzo 1985 24ª giornata | Genoa | 1 – 1 | Perugia |  |

| 17 marzo 1985 25ª giornata | Perugia | 2 – 0 | Monza |  |

| 24 marzo 1985 26ª giornata | Bologna | 1 – 2 | Perugia |  |

| 31 marzo 1985 27ª giornata | Perugia | 0 – 0 | Arezzo |  |

| 6 aprile 1985 28ª giornata | Perugia | 3 – 1 | Taranto |  |

| 14 aprile 1985 29ª giornata | Cesena | 2 – 2 | Perugia |  |

| 21 aprile 1985 30ª giornata | Perugia | 1 – 1 | Sambenedettese |  |

| 28 aprile 1985 31ª giornata | Pisa | 4 – 1 | Perugia |  |

| 5 maggio 1985 32ª giornata | Bari | 1 – 1 | Perugia |  |

| 12 maggio 1985 33ª giornata | Perugia | 0 – 0 | Triestina |  |

| 19 maggio 1985 34ª giornata | Perugia | 0 – 0 | Lecce |  |

| 26 maggio 1985 35ª giornata | Empoli | 1 – 1 | Perugia |  |

| 2 giugno 1985 36ª giornata | Perugia | 2 – 1 | Cagliari |  |

| 9 giugno 1985 37ª giornata | Padova | 1 – 1 | Perugia |  |

| 16 giugno 1985 38ª giornata | Perugia | 1 – 0 | Varese |  |

## Statistiche

### Statistiche di squadra
| Competizione | Punti | In casa | In casa | In casa | In casa | In casa | In casa | In trasferta | In trasferta | In trasferta | In trasferta | In trasferta | In trasferta | Totale | Totale | Totale | Totale | Totale | Totale | DR  |
| Competizione | Punti | G       | V       | N       | P       | Gf      | Gs      | G            | V            | N            | P            | Gf           | Gs           | G      | V      | N      | P      | Gf     | Gs     | DR  |
| ------------ | ----- | ------- | ------- | ------- | ------- | ------- | ------- | ------------ | ------------ | ------------ | ------------ | ------------ | ------------ | ------ | ------ | ------ | ------ | ------ | ------ | --- |
| Serie B      | 48    | 19      | 8       | 11      | 0       | 22      | 10      | 19           | 3            | 15           | 1            | 16           | 15           | 38     | 11     | 26     | 1      | 38     | 25     | +13 |
| Coppa Italia | 1     | 3       | 0       | 1       | 2       | 0       | 7       | 2            | 0            | 0            | 2            | 0            | 2            | 5      | 0      | 1      | 4      | 0      | 9      | -9  |
| Totale       |       | 21      | 8       | 12      | 2       | 22      | 17      | 21           | 3            | 15           | 3            | 16           | 17           | 43     | 11     | 27     | 5      | 38     | 34     | +4  |

### Statistiche dei giocatori
| Giocatore      | Serie B  | Serie B | Serie B     | Serie B    | Coppa Italia | Coppa Italia | Coppa Italia | Coppa Italia | Totale   | Totale | Totale      | Totale     |
| Giocatore      | Presenze | Reti    | Ammonizioni | Espulsioni | Presenze     | Reti         | Ammonizioni  | Espulsioni   | Presenze | Reti   | Ammonizioni | Espulsioni |
| -------------- | -------- | ------- | ----------- | ---------- | ------------ | ------------ | ------------ | ------------ | -------- | ------ | ----------- | ---------- |
| W. Allievi     | 36       | 2       | ?           | ?          | ?            | ?            | ?            | ?            | 36+      | 2+     | ?           | ?          |
| M. Amenta      | 31       | 2       | ?           | ?          | ?            | ?            | ?            | ?            | 31+      | 2+     | ?           | ?          |
| C. Benedetti   | 35       | 1       | ?           | ?          | ?            | ?            | ?            | ?            | 35+      | 1+     | ?           | ?          |
| S. Brondi      | 34       | 2       | ?           | ?          | ?            | ?            | ?            | ?            | 34+      | 2+     | ?           | ?          |
| L. Brunetti    | 30       | 0       | ?           | ?          | ?            | ?            | ?            | ?            | 30+      | 0+     | ?           | ?          |
| M. De Stefanis | 34       | 7       | ?           | ?          | ?            | ?            | ?            | ?            | 34+      | 7+     | ?           | ?          |
| M. Gibellini   | 25       | 12      | ?           | ?          | ?            | ?            | ?            | ?            | 25+      | 12+    | ?           | ?          |
| L. Gozzoli     | 37       | 0       | ?           | ?          | ?            | ?            | ?            | ?            | 37+      | 0+     | ?           | ?          |
| V. Graziani    | 30       | 3       | ?           | ?          | ?            | ?            | ?            | ?            | 30+      | 3+     | ?           | ?          |
| S. Massi       | 27       | 2       | ?           | ?          | ?            | ?            | ?            | ?            | 27+      | 2+     | ?           | ?          |
| M. Morbiducci  | 6        | 1       | ?           | ?          | ?            | ?            | ?            | ?            | 6+       | 1+     | ?           | ?          |
| M. Nappi       | 33       | 0       | ?           | ?          | ?            | ?            | ?            | ?            | 33+      | 0+     | ?           | ?          |
| F. Nofri       | 4        | 0       | ?           | ?          | ?            | ?            | ?            | ?            | 4+       | 0+     | ?           | ?          |
| W. Novellino   | 26       | 1       | ?           | ?          | ?            | ?            | ?            | ?            | 26+      | 1+     | ?           | ?          |
| A. Pazzagli    | 38       | -25     | ?           | ?          | ?            | ?            | ?            | ?            | 38+      | -25+   | ?           | ?          |
| P. Peraio      | 1        | 0       | ?           | ?          | ?            | ?            | ?            | ?            | 1+       | 0+     | ?           | ?          |
| L. Pomponi     | 2        | 0       | ?           | ?          | ?            | ?            | ?            | ?            | 2+       | 0+     | ?           | ?          |
| F. Rondini     | 17       | 1       | ?           | ?          | ?            | ?            | ?            | ?            | 17+      | 1+     | ?           | ?          |
| F. Secondini   | 17       | 0       | ?           | ?          | ?            | ?            | ?            | ?            | 17+      | 0+     | ?           | ?          |
| N. Zanone      | 23       | 3       | ?           | ?          | ?            | ?            | ?            | ?            | 23+      | 3+     | ?           | ?          |